# قتل عمد

قتل عمد في المنزل

القتل العَمْد أو القتل المتعمد هو التسبب في وفاة إنسان آخر بصورة غير شرعية (المعروف أيضًا بالجريمة) بعد النظر بعقلانية في التوقيت أو الوسيلة للقيام بذلك، إما من أجل زيادة احتمالات النجاح، أو لتجنب الاكتشاف والاعتقال، وتتفاوت القوانين في الولايات المتحدة في تعريف "سبق الإصرار والترصد"، ففي بعض الولايات يفسر سبق الإصرار والترصد على أنه يجري لمجرد ثوان قبل القتل، وتهمة القتل العمد هي التي تعرف عادة بأنها واحدة من أخطر أنواع القتل، ويعاقب عليها بعقوبة أشد من القتل غير العمد أو الأنواع الأخرى من القتل، وعادة يتعلق بعقوبة الإعدام أو السجن مدى الحياة دون إمكانية الإفراج المشروط.
جريمة القتل العمد مع سبق الإصرار والترصد عرفت لأول مرة عام 1963 في محاكمة مارك ريتشاردسون، الذي أدين بقتل زوجته سيندي كليف، حيث أن ريتشاردسون خطط لقتل زوجته لمدة ثلاث سنوات اعتبارًا من الوقت الذي تزوجا فيه، وقد أدين بالقتل العمد وحكم عليه بالسجن مدى الحياة، ولا يوجد جنحة فيدرالية باسم القتل العمد في الولايات المتحدة.